# Burton L. King
Burton L. King (Cincinnati, 25 agosto 1877 – Hollywood, 4 maggio 1944) è stato un regista, produttore cinematografico e attore statunitense.

## Biografia
Nato nell'Ohio nel 1877, cominciò a lavorare nel cinema negli anni dieci del Novecento per la Broncho Film Company. 
Nella sua carriera diresse 141 film dal 1913 al 1934. Produsse più di trenta film e ne interpretò una ventina. Lavorò anche come sceneggiatore e direttore di produzione. Nei primi anni venti, collaborò con il famoso "mago" Harry Houdini, che diresse in due film, The Master Mystery del 1920 e The Man from Beyond del 1922.

## Filmografia

### Regista

#### 1913
- The Pride of the South (1913)
- The Grey Sentinel (1913)
- A Southern Cinderella (1913)
- Past Redemption (1913)
- For Love of the Flag (1913)
- The Miser (1913)
- A True Believer (1913)
- The Failure of Success (1913)
- Heart Throbs (1913)
- A Wartime Mother's Sacrifice (1913)
- The Madcap (1913)
- The Land of Dead Things (1913)
- Loaded Dice  (1913)
- The Forgotten Melody (1913)
- The Reaping (1913)
- From Out the Storm (1913)
- For Mother's Sake – cortometraggio (1913)
- The Impostor (1913)
- The Efficacy of Prayer (1913)
- The Claim Jumper (1913)
- The Maelstrom (1913)

#### 1914
- The Masked Dancer (1914)
- How God Came to Sonny Boy (1914)
- Tainted Money (1914)
- Ginger's Reign (1914)
- Auntie (1914)

#### 1915
- Robert Thorne Forecloses – cortometraggio (1915)
- The Hut on Sycamore Gap – cortometraggio (1915)
- The Odd Slipper – cortometraggio (1915)
- The Vaudry Jewels – cortometraggio (1915)
- The Eagle and the Sparrow – cortometraggio (1915)
- When Jealousy Tumbled – cortometraggio (1915)
- Alice of the Lake – cortometraggio (1915)
- The Love of Mary West (1915)
- Iole the Christian – cortometraggio (1915)
- The Honor of the Camp – cortometraggio (1915)
- The Voice of Eva – cortometraggio (1915)
- The Reaping – cortometraggio (1915)
- Her Career – cortometraggio (1915)
- Roses and Thorns (1915)
- The Yellow Streak – cortometraggio (1915)
- The Last of the Stills – cortometraggio (1915)
- Across the Desert – cortometraggio (1915)
- Two Brothers and a Girl – cortometraggio (1915)
- Mother's Birthday – cortometraggio (1915)
- A Modern Enoch Arden (1915)
- Under the Crescent (1915)
- Polishing Up Polly – cortometraggio (1915)
- Across the Footlights (1915)
- A Second Beginning (1915)
- Her Own Blood (1915)
- The Advisor (come Burton King) (1915)
- Pup the Peacemaker – cortometraggio (1915)
- The Parson Who Fled West – cortometraggio (1915)
- The Opening Night (1915)
- The Burden Bearer – cortometraggio (1915)
- Out of the Flames (1915)
- Where Happiness Dwells (1915)
- The Doughnut Vender – cortometraggio (1915)
- The Valley of Regeneration (1915)
- For Professional Reasons (1915)
- Into the Dark – cortometraggio (1915)
- In the Sunset Country – cortometraggio (1915)
- In the Heart of the Hills (1915)
- Cocksure Jones, Detective – cortometraggio (1915)
- Shoo Fly – cortometraggio (1915)
- The Markswoman (1915)
- Scars – cortometraggio (1915)

#### 1916
- The Manicure Girl – cortometraggio (1916)
- Man and His Angel (come Burton King) (1916)
- The Reapers (1916)
- The Spell of the Yukon (come Burton King) (1916)
- The Eternal Question (1916)
- The Devil at His Elbow (1916)
- Power of the Cross – cortometraggio (1916)
- The Flower of Faith (1916)
- Converging Paths – cortometraggio (1916)
- Only a Rose – cortometraggio (1916)
- Out of the Shadows – cortometraggio (1916)
- Extravagance (1916)
- So Shall Ye Reap – cortometraggio (1916)
- The Girl Detective – cortometraggio (1916)
- Hedge of Heart's Desire – cortometraggio (1916)
- The Black Butterfly (1916)

- The Road to Fame – cortometraggio (1916)
- The Man He Might Have Been – cortometraggio (1916)
- The Right Hand Path – cortometraggio (1916)
- Just a Song at Twilight, co-regia di Carlton S. King (1916)

#### 1917
- In Payment of the Past – cortometraggio (1917)
- The Making of Bob Mason's Wife – cortometraggio (1917)
- Glory, co-regia di Francis J. Grandon (1917)
- The Waiting Soul (1917)
- The Goddess of Chance – cortometraggio (1917)
- The Last of Her Clan – cortometraggio (1917)
- The Soul of a Magdalen
- The Heart of Jules Carson – cortometraggio (1917)
- Won in the Stretch – cortometraggio (1917)
- The Return of Soapweed Scotty – cortometraggio (1917)
- The Framed Miniature – cortometraggio (1917)
- The Font of Courage – cortometraggio (1917)
- The L. X. Clew, regia di Burton L. King – cortometraggio (1917)
- Love's Victory
- To the Death (1917)
- The Silence Sellers
- More Truth Than Poetry
- Public Defender (con il nome Burton King)

#### 1918
- Her Husband's Honor (1918)
- Treason (con il nome Burton King) (1918)

#### 1919
- The Lost Battalion (con il nome Burton King)
- A Scream in the Night

#### 1920
- Wit Wins
- The Discarded Woman  (1920)
- The Master Mystery co-regia Harry Grossman (1920)
- Why Women Sin
- A Common Level
- The Common Sin
- For Love or Money

#### 1921-1922-1923
- Everyman's Price (1921)
- The Man from Beyond (1922)
- Captain Kidd, co-regia di J.P. McGowan (1922)
- The Streets of New York (1922)
- None So Blind (1923)
- The Empty Cradle
- The Fair Cheat

#### 1924
- The Masked Dancer (1924)
- The Truth About Women (1924)
- The Man Without a Heart (1924)
- Those Who Judge
- Playthings of Desire

#### 1925
- The Mad Dancer
- A Little Girl in a Big City (1925)
- The Police Patrol (1925)
- Ermine and Rhinestones
- Counsel for the Defense (1925)

#### 1927
- Broadway Madness
- A Bowery Cinderella (1927)

#### 1928
- Satan and the Woman
- Women Who Dare
- The Adorable Cheat
- Manhattan Knights
- The House of Shame
- Broken Barriers (1928)

#### 1929
- The Dream Melody
- Daughters of Desire
- In Old California

#### 1934
- When Lightning Strikes (1934)

### Produttore (parziale)
- Won in the Stretch, regia di Burton L. King – cortometraggio (1917)
- The Discarded Woman, regia di Burton L. King (1920)

### Attore
- The Impostor – cortometraggio (1912)
- Through the Drifts – cortometraggio (1912)
- A Mexican Courtship, regia di Wilbert Melville – cortometraggio (1912)
- The Handicap – cortometraggio (1912)
- The Salted Mine, regia di Romaine Fielding – cortometraggio (1912)
- The Ingrate, regia di Romaine Fielding – cortometraggio (1912)
- The Halfbreed's Treachery – cortometraggio (1912)
- A Western Courtship, regia di Romaine Fielding – cortometraggio (1912)
- The Ranger's Reward – cortometraggio (1912)
- The Detective's Conscience – cortometraggio (1912)
- The Sand Storm – cortometraggio (1912)
- Parson James
- The Sheriff's Mistake, regia di Francis J. Grandon (1912)
- A Fugitive from Justice, regia di Francis J. Grandon
- Three Girls and a Man, regia di Albert W. Hale – cortometraggio (1912)
- Ranch Mates
- Struggle of Hearts
- A Lucky Fall
- The End of the Feud (1912)
- The Love Token (1913)
- The Girl of the Sunset Pass – cortometraggio
- The Battle of Gettysburg, regia di Charles Giblyn e Thomas H. Ince (1913)
- Good for Evil, regia di Romaine Fielding (1913)
- The Winner (1913)

### Sceneggiatore
- When Jealousy Tumbled
- The Reaping, regia di Burton L. King – cortometraggio (1915)
- The Yellow Streak, regia di Burton L. King – cortometraggio (1915)
- Two Brothers and a Girl, regia di Burton L. King – cortometraggio (1915)
- Pup the Peacemaker, regia di Burton L. King – cortometraggio (1915)
- Power of the Cross, regia di Burton L. King – cortometraggio (1916)
- Won in the Stretch, regia di Burton L. King – cortometraggio (1917)
- Love's Victory, regia di Burton L. King